# محمدرضا سجادیان
دکتر محمدرضا سجادیان(زادهٔ ۱۳۵۱ در تهران) مدیر اجرایی ایرانی و نماینده پیشین دورهٔ هفتم و هشتم  مجلس شورای اسلامی بوده‌است.

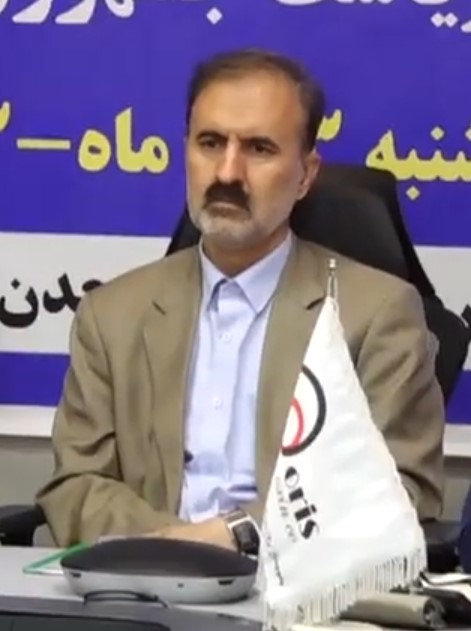
دکتر محمدرضا سجادیان در آیین بهره‌برداری از طرح های وزارت صمت در سراسر کشور - اهواز

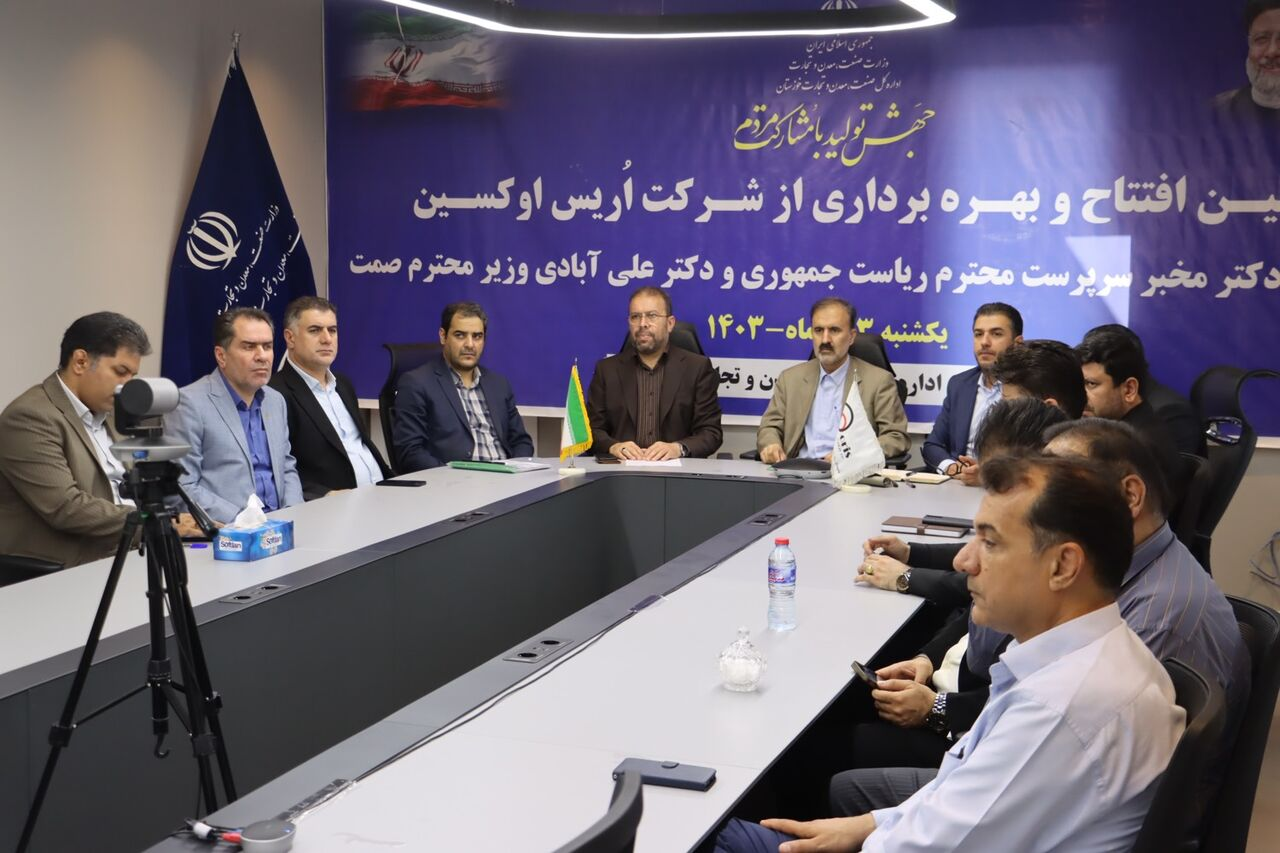
آیین افتتاح و بهره‌برداری از شرکت آریس اوکسین در شهرک صنعتی شماره 3 اهواز

معاون وزیر صنعت ، معدن و تجارت
عضو  هیئت عامل ایمیدرو
رئیس شرکت ملی فولاد کشور 
رئیس هیئت مدیره شرکت ملی فولاد ایران
وی نمایندهٔ حوزهٔ انتخابیهٔ خواف و رشتخوار در مجلس شورای اسلامی دوره هفتم و هشتم و متولد تهران  می باشد.
تحصیلات:دکترای تکتونیک تهران
دانشجوی نمونه کشور و دریافت لوح تقدیر از رییس جمهور وقت.
نماینده مجلس شورای اسلامی دوره هفتم
نماینده مجلس شورای اسلامی دوره هشتم
عضو کمیسیون صنایع و معادن در مجلس شورای اسلامی به مدت 8 سال
رییس کمیته معدنی در مجلس شورای اسلامی به مدت 8 سال
رییس هیئت مدیره شرکت ملی فولاد ایران
رابط پارلمانی وزارت صنعت معدن تجارت با مجلس شورای اسلامی
مشاور ایمیدرو(سازمان توسعه و نوسازی وزارت صنعت معدن تجارت)
شهردار نمونه استان خراسان رضوی
کارشناس ارشد استانداری خراسان رضوی
کارشناس ارشد وزارت کشور
مدیر پروژه های اکتشافات معدنی در یزد و کرمان
عضو فراکسیون فرهنگیان در مجلس شورای اسلامی